# Mandurah
Mandurah là một thành phố ở bang Tây Úc, Úc, cách thủ phủ bang Perth 72 km về phía nam. Thành phố có dân số 85.814 người (năm 2010).

## Địa lý

### Khí hậu
Tương tự như Perth, Mandurah có khí hậu Địa Trung Hải điển hình (phân loại Köppen Csa) với mùa hè khô nóng và mùa đông ôn hòa, ẩm ướt. Trong suốt mùa hè (từ tháng 12 đến tháng 2), nhiệt độ trung bình cao là 27 °C trong khi trung bình thấp là 19 °C. Tuy nhiên, thường có một vài ngày vượt quá 40 °C vào cuối mùa hè. Vào mùa đông (từ tháng 6 đến tháng 8), nhiệt độ trung bình cao là 18 °C (64 °F) trong khi trung bình thấp là 9 °C. Vị trí gần đại dương của Mandurah giúp điều hòa nhiệt độ ban ngày. Do đó, băng giá hầu như không xảy ra trong thành phố ngoại trừ ở các vùng ngoại ô như Greenfields. Trạm thời tiết của Mandurah được mở vào năm 2001 và nằm ngay trên đường bờ biển.

Mandurah có lượng mưa khoảng 850 mm/năm, tuy nhiên các xu hướng gần đây cho thấy con số này đã giảm đáng kể. Hầu hết các trận mưa mùa đông thường kèm theo gió lớn và bão với khả năng gây thiệt hại trên diện rộng, khiến Mandurah trở thành một trong những thành phố lộng gió nhất ở Úc. Điều kiện khí hậu của Mandurah cũng gây nên mật độ lốc xoáy cao.
| Dữ liệu khí hậu của Mandurah, Tây Úc    | Dữ liệu khí hậu của Mandurah, Tây Úc | Dữ liệu khí hậu của Mandurah, Tây Úc | Dữ liệu khí hậu của Mandurah, Tây Úc | Dữ liệu khí hậu của Mandurah, Tây Úc | Dữ liệu khí hậu của Mandurah, Tây Úc | Dữ liệu khí hậu của Mandurah, Tây Úc | Dữ liệu khí hậu của Mandurah, Tây Úc | Dữ liệu khí hậu của Mandurah, Tây Úc | Dữ liệu khí hậu của Mandurah, Tây Úc | Dữ liệu khí hậu của Mandurah, Tây Úc | Dữ liệu khí hậu của Mandurah, Tây Úc | Dữ liệu khí hậu của Mandurah, Tây Úc | Dữ liệu khí hậu của Mandurah, Tây Úc |
| Tháng                                   | 1                                    | 2                                    | 3                                    | 4                                    | 5                                    | 6                                    | 7                                    | 8                                    | 9                                    | 10                                   | 11                                   | 12                                   | Năm                                  |
| --------------------------------------- | ------------------------------------ | ------------------------------------ | ------------------------------------ | ------------------------------------ | ------------------------------------ | ------------------------------------ | ------------------------------------ | ------------------------------------ | ------------------------------------ | ------------------------------------ | ------------------------------------ | ------------------------------------ | ------------------------------------ |
| Cao kỉ lục °C (°F)                      | 41.0 (105.8)                         | 39.5 (103.1)                         | 37.8 (100.0)                         | 32.9 (91.2)                          | 28.8 (83.8)                          | 25.6 (78.1)                          | 22.2 (72.0)                          | 21.4 (70.5)                          | 25.6 (78.1)                          | 32.4 (90.3)                          | 37.7 (99.9)                          | 39.6 (103.3)                         | 41.0 (105.8)                         |
| Trung bình ngày tối đa °C (°F)          | 29.3 (84.7)                          | 29.6 (85.3)                          | 27.6 (81.7)                          | 24.4 (75.9)                          | 20.6 (69.1)                          | 18.1 (64.6)                          | 17.3 (63.1)                          | 17.7 (63.9)                          | 19.2 (66.6)                          | 21.2 (70.2)                          | 24.4 (75.9)                          | 27.0 (80.6)                          | 23.0 (73.4)                          |
| Tối thiểu trung bình ngày °C (°F)       | 17.2 (63.0)                          | 17.1 (62.8)                          | 15.8 (60.4)                          | 13.9 (57.0)                          | 11.2 (52.2)                          | 9.7 (49.5)                           | 9.0 (48.2)                           | 9.2 (48.6)                           | 9.9 (49.8)                           | 10.7 (51.3)                          | 13.6 (56.5)                          | 15.5 (59.9)                          | 12.7 (54.9)                          |
| Thấp kỉ lục °C (°F)                     | 10.1 (50.2)                          | 9.7 (49.5)                           | 6.6 (43.9)                           | 5.1 (41.2)                           | 2.4 (36.3)                           | 0.9 (33.6)                           | 1.9 (35.4)                           | 0.6 (33.1)                           | 3.1 (37.6)                           | 3.8 (38.8)                           | 4.3 (39.7)                           | 9.5 (49.1)                           | 0.6 (33.1)                           |
| Lượng Giáng thủy trung bình mm (inches) | 9.6 (0.38)                           | 13.3 (0.52)                          | 19.6 (0.77)                          | 44.0 (1.73)                          | 126.2 (4.97)                         | 189.7 (7.47)                         | 175.4 (6.91)                         | 126.6 (4.98)                         | 84.7 (3.33)                          | 51.8 (2.04)                          | 22.8 (0.90)                          | 11.6 (0.46)                          | 875.1 (34.45)                        |
| Nguồn:                                  |                                      |                                      |                                      |                                      |                                      |                                      |                                      |                                      |                                      |                                      |                                      |                                      |                                      |